# Toxorhina (Ceratocheilus) brachymera
Toxorhina (Ceratocheilus) brachymera is een tweevleugelige uit de familie steltmuggen (Limoniidae). De soort komt voor in het Afrotropisch gebied.